# Angelusz Iván
Angelusz Iván (Debrecen, 1967. július 5. – Budapest, 2016. október 28.) magyar jogász, producer. Édesapja Angelusz Róbert szociológus. Édesanyja Angelusz (Gubics) Erzsébet antropológus. Gyermekei: Ábel (2004), Artúr (2014).

## Élete
A Budapesti Eötvös József Gimnáziumot követően az ELTE Jogtudományi Karán szerzett diplomát 1991-ben. Emellett az ELTE Afrikanisztika Programjában folytatott antropológiai tanulmányokat.
Kezdetben ügyvédjelölt, később befektetési területeken jogász, illetve portfólió-kezelési szakember. 1995-től HORUS néven saját befektetési részvénytársaságot alapított társaival, Sasinszki Ágnessel (jelenleg az Arago Rt. igazgatósági tagja), illetve Törő Imrével. Portfólió-kezeléssel, önkormányzati befektetésekkel, kárpótlási jegyekkel foglalkoztak, és számos gazdasági társaság létrehozásában vállaltak szerepet. A kilencvenes évek végén együttműködésük megszakadt.
Ezt követően saját produkciós kísérletei voltak Kerub néven, később Reich Péterrel dolgozott producerként, forgatókönyv-fejlesztőként.
2002-ben – Simó Sándor halála után – az ún. Simó osztállyal (Barsi Béla, Erdélyi Dániel, Fazekas Csaba, Fischer Gábor, Groó Diana, Hajdu Szabolcs, Lemhényi Réka, Miklauzic Bence, Pálfi György, Török Ferenc) és Reich Péterrel megalapították a Katapult Film Kft.-t, amely a Madzag Filmműhely gyártócégeként vált ismertté.
Gyakran dolgozott együtt más producerekkel, elsősorban Reich Péterrel, Kovács Gáborral és Pataki Ágnessel.

## Nagyjátékfilmek
- Montecarlo! (2003, rendező: Fischer Gábor)
- Csoda Krakkóban (2004, rendező: Groó Diana)
- Fehér tenyér (2005, rendező: Hajdu Szabolcs)
- Overnight (2007, rendező: Török Ferenc)
- Bibliotheque Pascal (2010, rendező: Hajdu Szabolcs)
- Intim Fejlövés (2009, rendező: Szajki Péter)
- Morgen (2010, rendező: Marian Crișan)
- Apacsok (tv-film, rendező: Török Ferenc)
- Parkoló (2014, rendező: Miklauzich Bence)
- 1945 (2017, rendező: Török Ferenc)

## Kisfilmek, dokumentumfilmek
- aURA (2011, rendező: Pater Sparrow)
- Urlicht (2005, rendező: Groó Diana)
- The Bottle-Opener Lady – Europe's Old New Faces (2005, rendező: Török Ferenc)
- Egy nap szabadság (2005, rendező: Igor Lazin, Török Ferenc)
- Hétköznapi enciklopédia (2006, rendező Hajdu Szabolcs)
- Csapás (2007, rendező: Declan Hannigan)
- Kompakt kis szerelem (2007, rendező: Esztergályos Krisztina)
- Bróker leszek (2007, rendező: Török Ferenc)
- 411-Z (2007, rendező: Erdélyi Dániel)
- Magasfeszültség (2010, rendező: Erdélyi Dániel)
- Végváriak (2010, rendező: Petrik András)
- A kivégzés (2014, rendező: Szőcs Petra)